# ماری تک
ماری تک (به انگلیسی: Mary of Teck) با نام کامل ویکتوریا ماری آگوستا لوئیز اولگا پولین کلودین اگنس (به انگلیسی: Victoria Mary Augusta Louise Olga Pauline Claudine Agnes) (زادهٔ ۲۶ مه ۱۸۶۷ – درگذشتهٔ ۲۴ مارس ۱۹۵۳) همسر شاه جرج پنجم و ملکهٔ پادشاهی متحده بود. او همچنین مادر شاه ادوارد هشتم (بعدتر دوک وینزر) و شاه جرج ششم و مادربزرگ الیزابت دوم بود.

## زندگینامه
ماری در ۱۸۶۷ در کاخ کنزینگتون در لندن زاده شد. او تنها دختر فرانسیس، دوک تِک و شاهدخت ماری آدلاید کمبریج نوهٔ جرج سوم بود. او در ۱۸۹۱ به درخواست ازدواج آلبرت ویکتور، دوک کلارنس و پسر ادوارد هفتم (در آن زمان شاهزاده ولز) پاسخ مثبت داد اما آلبرت شش هفتهٔ بعد به دلیل ابتلا به ذات‌الریه درگذشت. ماری سپس در ششم ژوئیهٔ ۱۸۹۳ با برادر کوچکتر آلبرت یعنی جرج، دوک یورک (بعدتر شاهزادهٔ ولز در ۱۹۰۱ و شاه جرج پنجم در ۱۹۱۰) ازدواج نمود. ماری زنی دانا و هنردوست بود و گزینهٔ مناسبی برای همسری پادشاه محسوب می‌شد. او در دسامبر ۱۹۱۱ و به عنوان امپراتریس هند همراه با جرج به هندوستان رفت تا در مراسم تاریخی تاجگذاری در دربار دهلی او را همراهی نماید.
ماری علی‌رغم آنکه جدی و کم‌حرف بود اما بیش از همسرش نسبت به تغییرات توجه نشان می‌داد و همین امر سبب شد تا بتواند جرج پنجم را به فرمانروایی محبوب و «پادشاه مردم» بدل سازد. در عین حال خود ماری هم به‌خاطر توجهش به نیازهای سربازان در طول دو جنگ جهانی اول و دوم از جایگاهی والا در بین طبقات مختلف اجتماعی بریتانیا برخوردار بود. همچنین او توانست جایگاه خانوادهٔ سلطنتی را پس از بحران ناشی از کناره‌گیری پسر بزرگش ادوارد هشتم از پادشاهی، از طریق حکومت پسر دومش جرج ششم دوباره استحکام بخشد.
ماری در ۲۴ مارس ۱۹۵۳، سیزده ماه پس از مرگ پسرش جرج ششم در فوریهٔ ۱۹۵۲، در لندن درگذشت.